# Lilium (Unternehmen)
Die Lilium N.V. ist ein ehemals börsennotierter Entwickler von Luftfahrzeugen mit Sitz in Amsterdam. Geschäftsgegenstand war die Entwicklung eines elektrisch angetriebenen senkrecht startendes und landendes Luftfahrzeuges mit dem Namen Lilium Jet. Verwaltung, Forschung und Entwicklung waren am deutschen Firmensitz am Sonderflughafen Oberpfaffenhofen bei Gauting in der Nähe von München stationiert. Der Erstflug sollte im Jahr 2025 oder 2026 stattfinden. Nachdem rund 1,5 Mrd. € ausgegeben waren, meldete das Unternehmen im Oktober 2024 Insolvenz an. Im Dezember 2024 kündigte eine Investorengruppe MUC Mobile Uplift Corporation an, Lilium zu übernehmen; sie wurde später in Lilium Aerospace umbenannt und musste im Februar 2025 ebenfalls Insolvenz anmelden.

## Geschichte

### Unternehmensgeschichte
Lilium ist in einer Ableitung nach dem deutschen Flugpionier Otto Lilienthal benannt und wurde 2015 von den Ingenieuren und Doktoranden der Technischen Universität München Daniel Wiegand, Sebastian Born, Patrick Nathen und Matthias Meiner gegründet. Im April 2017 präsentierte das Unternehmen auf dem Uber Elevate Summit in Dallas (USA) eine Visualisierung, die seinen Jet im Flug zeigte.
Anfang 2019 führte Lilium Gespräche mit den Schweizerischen Bundesbahnen SBB über den möglichen Einsatz des Lufttaxis als ergänzendes Verkehrsmittel. Im Zuge der Gespräche wurde von beiden Parteien auch eine Absichtserklärung unterzeichnet. Im selben Jahr gründete Lilium in London ein Zentrum zur Entwicklung der Service-Software der elektrischen Lufttaxis. Auch wurde eine erste Produktionshalle mit 3000 m² Fläche neben der Firmenzentrale auf dem historischen Dornier-Standort in Weßling fertiggestellt. Ebenfalls 2019 wurde Christopher Delbrück, vorheriger Chief Financial Officer von Uniper, neuer CFO.
Im November 2020 wurde eine Forschungskooperation mit dem Lehrstuhl für Elektromobilproduktion (PEM) der RWTH Aachen zur Planung der Produktion bekannt. Innerhalb des Projekts SPRIT (Series Production of Individual Flight Transportation Systems) – gefördert durch das Bundesministerium für Verkehr und digitale Infrastruktur (BMVI) im Rahmen des Förderaufrufs „UAS und Flugtaxis“ – wird das Produktionssystem entwickelt. Im Dezember desselben Jahres kündigten Lilium und Lufthansa Aviation Training ein gemeinsames „Pilotenauswahl- und Trainingsprogramm“ an.
Im März 2021 gab das Unternehmen bekannt, auch an der Entwicklung eines Siebensitzers zu arbeiten. Im August 2021 wurde bekannt, dass die brasilianische Fluggesellschaft Azul eine Absichtserklärung über den Kauf von 220 dieser Flugzeuge unterzeichnet hat.
Lilium und GKN Aerospace unterzeichneten im Januar 2023 einen Vertrag für die Zusammenarbeit bei der Entwicklung und dem Aufbau einer integrierten und zertifizierbaren EWIS-Lösung (Electrical Wiring Interconnection System / Verbindungssystem für elektrische Leitungen), der elektrischen Nieder- und Hochspannungsverbindungen des Lilium Jet. Eine Partnerschaft mit der Firma Schnaithmann sollte ab dem zweiten Quartal 2024 eine Serienproduktion der Antriebseinheit vorbereiten. Der Erstflug des Prototyps wurde nicht vor Anfang 2025, die Marktreife nicht vor 2026 erwartet.

### Finanzierungsgeschichte und Börsengang
Das Unternehmen wurde anfänglich vom Business Incubation Centre Bayern der ESA unterstützt. Nach einer zweiten Finanzierungsrunde im September 2017 über 90 Mio. US-Dollar lagen die Investitionen bei über 100 Mio. US-Dollar. Zu den Investoren gehörten der Technologiefonds Atomico des Skype-Gründers Niklas Zennström, das chinesische Internetunternehmen Tencent, die LGT Group, sowie Freigeist Capital, eine private Investorengruppe des Unternehmers Frank Thelen.
Im März 2020 wurde eine neue Finanzierungsrunde im Wert von 240 Mio. US-Dollar abgeschlossen. Weitere 30 Mio. US-Dollar wurden durch den Finanzinvestor Baillie Gifford einige Monate später bereitgestellt. Die Gesamtinvestitionen betrugen somit zu diesem Zeitpunkt insgesamt mehr als 375 Mio. US-Dollar.
Ende März 2021 veröffentlichte das Unternehmen die Absicht, durch die Fusion mit einer SPAC an der amerikanischen Technologiebörse NASDAQ zu notieren. Im Rahmen des SPAC-Börsenganges verkündete Lilium eine Partnerschaft mit dem amerikanischen Luftfahrtzulieferer Honeywell, der Avionikkomponenten liefern sollte und gleichzeitig Aktien an Lilium zeichnen wollte.
Im Juli 2021 wurde nach Recherchen der Welt am Sonntag bekannt, dass das Unternehmen seine Bilanz korrigieren musste. Nach der Neuberechnung betrug der Anlaufverlust für 2019 nicht mehr 42,8 Mio. Euro, sondern 75,4 Mio. Euro. Es wurde ein Risikohinweis zum Fortbestand des Unternehmens kommuniziert. Die Fusion mit der SPAC Qell erfolgte im September 2021 und am 15. September die Erstnotiz als Lilium N.V. an der NASDAQ.
Zum Zeitpunkt des Börsenganges hatte das Unternehmen erhebliche Verluste und keinen nennenswerten Umsatz; so betrug der Verlust für das Geschäftsjahr 2020 insgesamt 188 Mio. Euro. Dennoch wurde das Unternehmen mit 2,4 Mrd. US-Dollar bewertet (nach Zuführung von ca. 430 Mio. Euro an Liquidität). Für das Jahr 2021 wurde ein Mittelabfluss von 217 Mio. € und eine verbleibende Liquidität von 400 Mio. € berichtet.

### Verluste und erste Insolvenz
Im Oktober 2022 berichtete das Unternehmen für das erste Halbjahr 2022 einen Verlust von 124 Mio. €. Der Gesamtverlust seit Unternehmensgründung wurde auf 841 Mio. € beziffert. Zum 1. Juli 2022 bestand eine Liquidität von ungefähr 230 Mio. €. Im November 2022 verschaffte sich das Unternehmen durch eine Kapitalerhöhung 119 Mio. US-Dollar zusätzliche Finanzierung und prognostizierte gleichzeitig einen weiteren, bisher ungedeckten Kapitalbedarf von 540 Mio. US-Dollar bis zum geplanten Markteintritt im Jahr 2025.
Ende März 2023 berichtete das Unternehmen einen Verlust von 253 Mio. € für das Geschäftsjahr 2022. Im April 2023 erklärte das Unternehmen gegenüber dem Handelsblatt, dass bis zum Erstflug in der zweiten Jahreshälfte 2024 eine Deckungslücke von 300 Mio. € bestehe und dass die danach folgende Testphase der Zertifizierung bis 2026 dauern werde. Im Mai 2023 teilte Lilium dann mit, eine Kapitalerhöhung um 227 Mio. € durchgeführt zu haben, davon stammten nach offiziellen Angaben rund 100 Mio. US-Dollar von dem chinesischen Internetkonzern Tencent. Das Unternehmen teilte auch mit, dass mit der Summe der Großteil der Kosten bis zu den ersten bemannten Testflügen gedeckt sei. Im Juli 2023 erfolgte eine weitere Kapitalerhöhung um 192 Mio. US-Dollar (ca. 171 Mio. €).
Gegenüber der US-Börsenaufsicht wurde am 15. Februar 2024 der Verlust des Unternehmens für das Jahr 2023 mit rd. 389 Mio. € deklariert. Die Wirtschaftswoche berichtete im März 2024, dass bisher 1,36 Mrd. € Verluste aufgelaufen seien.
Im Juni 2024 berichtete das Unternehmen einen Mittelabfluss von 94,7 Mio. € im ersten Quartal 2024 und einer vergleichbaren Summe im zweiten Quartal.
Im Sommer 2024 bat das Unternehmen die Bayerische Staatsregierung um die Haftungsübernahme für ein Darlehen in Höhe von 100 Mio. €. Der bayerische Wirtschaftsminister Hubert Aiwanger lehnte dies mehrere Monate lang ab, bis sich am 10. September 2024 Ministerpräsident Markus Söder durchsetzte und das Kabinett einstimmig für eine Bürgschaft stimmte. Allerdings stellte das Kabinett die Unterstützung in Höhe von 50 Mio. € unter den Vorbehalt, dass auch die Bundesregierung in selber Höhe bürge. Diese Staatsbürgschaft wurde am 17. Oktober 2024 von der Bundesregierung abgelehnt. Lilium teilte am 24. Oktober 2024 mit, für seine beiden operativen Gesellschaften Insolvenz anzumelden. Am 7. November 2024 wurde Lilium durch die Technologiebörse NASDAQ dekotiert, d. h. Handel und Notierung der Aktie wurden beendet. Ende Dezember 2024 drohte die Insolvenz in Eigenregie zu scheitern, den rund 1000 Mitarbeitern wurde gekündigt.

### Übernahme durch Investoren-Gruppe und zweite Insolvenz
Am 24. Dezember 2024 wurde bekannt, dass die beiden operativen Lilium-Tochtergesellschaften Lilium GmbH und Lilium eAircraft GmbH von der MUC Mobile Uplift Corporation, hinter der ein Investoren-Konsortium aus Europa und Nordamerika steht, übernommen werden sollten. Die erst wenige Tage zuvor gekündigten Mitarbeiter würden zurückgeholt und der Betrieb werde im Januar wieder aufgenommen, so die Unternehmensführung. Nach der Sanierung sollten 775 von 1000 Arbeitsplätzen erhalten bleiben. Im Januar 2025 rechnete die Mobile Uplift mit einer abgeschlossenen Übernahme im ersten Quartal des Jahres und erklärte, mehr als 200 Millionen Euro zu investieren und Lilium so bis zum Markteintritt zu finanzieren. Die Mobile Uplift wurde folgend in Lilium Aerospace umbenannt und der Unternehmenssitz nach Gauting verlegt, dem bisherigen Hauptsitz von Lilium.
Ende Februar 2025 meldete Lilium zum zweiten Mal Insolvenz an. Hintergrund seien ausgebliebene Zahlungen der Investoren; insbesondere eine Zahlung des slowakischen Investor Marian Bocek in Höhe von 150 Millionen Euro sei bis zuletzt ausgeblieben, was der Unternehmensführung keine andere Wahl als einen erneuten Insolvenzantrag lasse.

## Unternehmen

### Unternehmensführung
Mitgründer Daniel Wiegand war bis Ende Juli 2022 geschäftsführender Vorstand, seit August 2022 war Klaus Roewe Geschäftsführer. Sebastien Borel war CCO (ranghöchster Kreativchef im Marketingbereich), und Oliver Vogelgesang wurde im Juli 2021 Finanzvorstand. Dem Leitungskreis gehörten darüber hinaus Remo Gerber (Betriebsleiter), Dirk Gebser (Produktionsleiter), Geoffrey Richardson (Leiter Finanzen), Alastair McIntosh (Technikchef), Yves Yemsi (Programmchef) sowie Anja Maassen van den Brink (Leiterin Personal) an. Der Beirat bestand neben Daniel Wiegand aus Niklas Zennström, Frank Thelen, David Wallerstein und Tom Enders.

## Angebot und Produkte

### Lilium Jet (Lufttaxi)

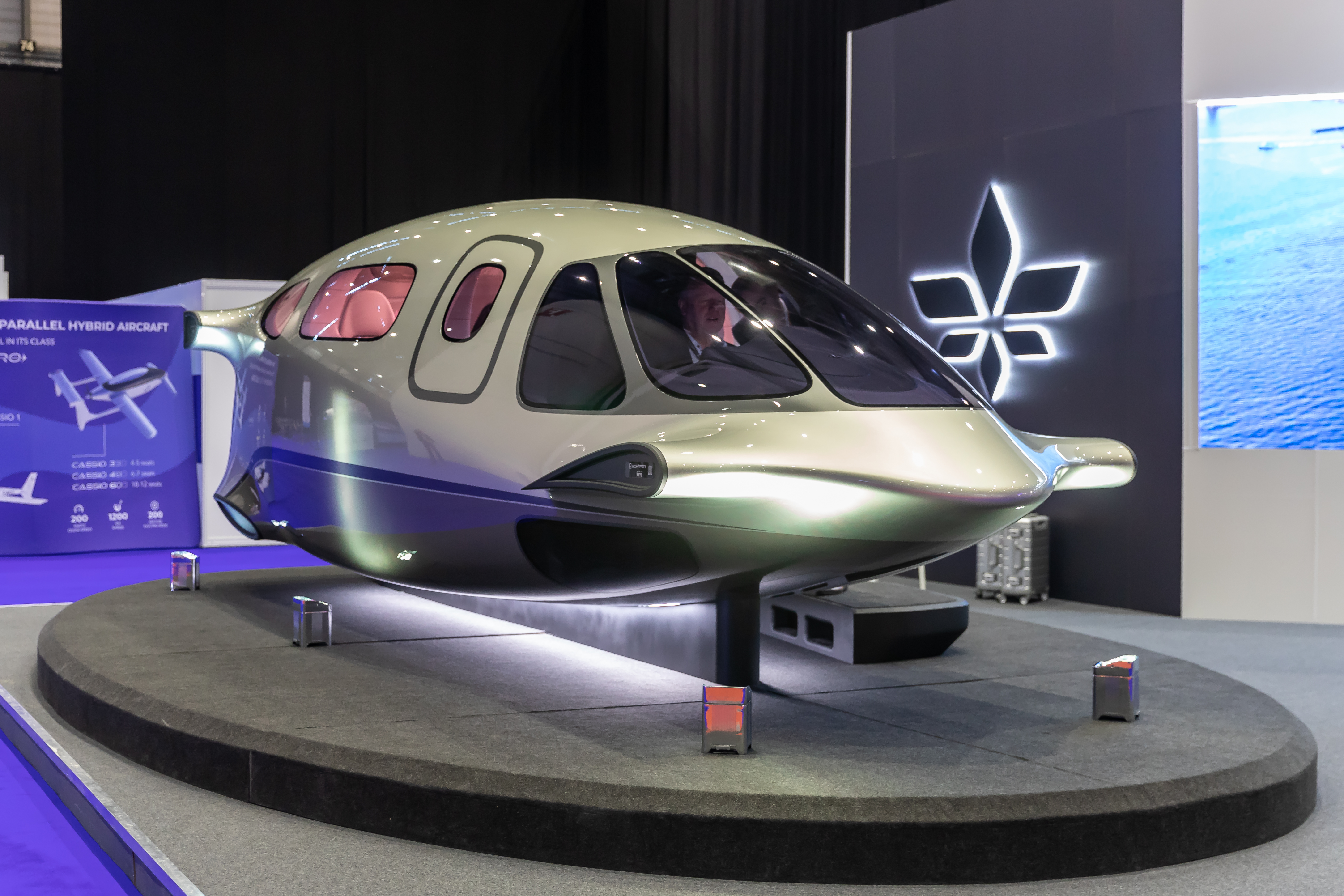
Modell eines Lilium Jets

Der Lilium Jet ist ein elektrisch angetriebenes, senkrecht startendes und landendes Luftfahrzeugs (eVTOL). Der Lilium Jet sollte ursprünglich nicht als Fluggerät verkauft werden, sondern lediglich seine Dienstleistung als Flugtaxi. Das Unternehmen wollte laut einem der Gründer zunächst „auf die kleine Zielgruppe von Schwerreichen setzen“. Damals rechnete Lilium mit einem Preis von drei bis 3,50 Euro pro Meile. Ein Flug von 300 Kilometern könnte somit rund 650 Euro kosten, und wäre deutlich teurer als bestehende Flugangebote. Im Januar 2023 kündigte das Unternehmen an, nicht nur auf die Dienstleistung als Flugtaxi zu setzen, sondern Fluggeräte auch verkaufen zu wollen.

### Zukunftspläne von 2021
Es war ursprünglich angedacht, Nordrhein-Westfalen zu einer Modellregion für Flugtaxis zu entwickeln. Die Flughäfen Düsseldorf und Köln/Bonn seien als internationale Verkehrsknotenpunkte geeignet für Flugtaxis. Die beiden Flughäfen wollten dazu mit Lilium als Partner an Umsetzungskonzepten arbeiten. Im April 2021 verkündete Lilium an einem Netzwerk in Bayern zu arbeiten, bei dem die Flughäfen München und Nürnberg zu Knotenpunkten werden sollten.
Bis 2025 wollte Lilium in die USA, nach Lake Nona, expandieren. Eine Vereinbarung mit der Stadt Orlando und dem Unternehmen Tavistock wurde getroffen. Das Ziel war, das erste städtische und regionale Luftmobilitätsnetz der USA aufzubauen. Auch ein Vertiport war dort geplant.
Mit Netjets und FlightSafety International wurde im März 2022 eine Grundsatzvereinbarung abgeschlossen. Netjets wollte bei Bedarf bis zu 150 Lilium Jets kaufen und ein Geschäftsmodell für den Betrieb der eVTOLs entwickeln. FlightSafety International sollte Ausbildungs- und Trainingspartner werden.

## Auszeichnungen
Lilium gewann 2018 den »Early Stage Company of the Year Award« (Preis des Jahres für ein Unternehmen im frühen Stadium), gestiftet von der Cleantech Group (CTG).

## Kritik
Im Januar 2020 veröffentlichte das Luftfahrtmagazin aerokurier einen Artikel unter dem Titel „Liliums Scheinwelt“, in dem es hieß, dass Lilium die angegebenen Leistungsziele des Flugzeugs nicht erreichen könne und nur zwei Minuten am Stück fliegen könne. Der Bericht fußte auf Berechnungen eines Luftfahrtingenieurs, der aus Gründen des Quellenschutzes anonym blieb. Konfrontiert mit den Berechnungen des Ingenieurs, die auch durch Wissenschaftler der Luft- und Raumfahrttechnik bestätigt wurden – Professor Mirko Hornung von der TU München erklärte, dass Lilium „mit brillanter PR eine Scheinwelt schaffe, um Investoren anzulocken“, verwies Lilium darauf, dass weder die Journalisten noch die befragten Experten genug Einblick in die technischen Innovationen Liliums hätten und wiesen die Kritik pauschal als unbegründet zurück. Der aerokurier indes wurde für seine Berichterstattung zu Lilium mit dem Hugo-Junkers-Preis für herausragenden Luftfahrtjournalismus geehrt. Auch Der Spiegel veröffentlichte einen Artikel zu dem Thema. Im Februar 2021 veröffentlichte Forbes einen Artikel, in dem mehrere ehemalige Mitarbeiter zitiert wurden und in dem es hieß, dass die Entwicklung des Lilium-Flugzeugs von Problemen geplagt sei und die Flugtestkampagne nur minimale Fortschritte mache.